# Alain Le Bussy
Pour les articles homonymes, voir Bussy.
Œuvres principales
- Deltas

Alain le Bussy, né le 18 mars 1947 à Liège et mort le 15 octobre 2010 , est un auteur  belge de nombreux romans et nouvelles de science-fiction, de fantasy et d'horreur.

## Biographie
Alain Le Bussy ne commence à être publié qu'en 1992. Son roman Deltas au Fleuve noir obtient le prix Rosny aîné en 1993. Ensuite il est édité au rythme de 3 à 4 romans par an, dans les styles SF (du post-apo au space-opera), la fantasy, l'horreur, le polar, et le roman d'aventure pour adolescents. Ses nouvelles explorent également différentes catégories et sont plusieurs fois primées.
Le prix Septième Continent, de la défunte revue québécoise Imagine..., lui est décerné deux fois pour Les lois du hasard en 1992 et Craqueur en 1995, et est élu Best European Author à la convention européenne Eurocon de SF de Glasgow (1995).
Il est décédé le 15 octobre 2010.

## Œuvres

### Romans
- Cycle d'Aqualia
  - Dilterre, Eons, coll. « Futurs (Ebook) » (no 45), 2005. - Réédition (2005): Dilterre, Eons, coll. « Futurs (Ebook) » (no 45), 2005.Aqualia no 1 - Titre original: "Terchoix"- Ref.auteur: 1999/R081[1].
  - Cercacier, Eons, coll. « Futurs (Ebook) » (no 51), 2005.Aqualia no 2- Ref.auteur: 2000/R085.
  - Colocta, Eons, coll. « Futurs » (no 74), 2006.Aqualia no 3- Ref.auteur: 2000/R086.
  - Chercheau, Eons, coll. « Futurs » (no 91), 2008.Aqualia no 4- Ref.auteur: 1999/R083.
  - Deltas, Fleuve noir, coll. « Anticipation » (no 1885), 1992.Aqualia no 8 - Titre original: "Que te porte l'air!"- Ref.auteur: 1991/R016.
  - Tremblemer, Fleuve noir, coll. « Anticipation » (no 1908), 1993.Aqualia no 9- Ref.auteur: 1992/R018.
  - Envercoeur, Fleuve noir, coll. « Anticipation » (no 1931), 1993.Aqualia no 13 - Ref.auteur: 1993/R019.
- Cycle de Chatinika
  - Chatinika, Fleuve noir, coll. « Anticipation » (no 1972), 1995.- Ref.auteur: 1985/R015.
  - Le Dieu Avide, Fleuve noir, coll. « Anticipation » (no 1992), 1996.- Ref.auteur: 1995/R033.
  - La route du Sud, Fleuve noir, coll. « SF/Legend » (no 31), 1998.- Ref.auteur: 1996/R051.
  - Le Maître d'Iquand, Fleuve noir, coll. « SF/Legend » (no 66), 1999.- Ref.auteur: 1997/R065.
- Trilogie du Soleil Fou
  - Soleil Mortel, Ed. Naturellement, coll. « Forces Obscures », 1999.- Ref.auteur: 1995/R038.
  - Soleil Fou, Fleuve noir, coll. « Anticipation/Space » (no 1965), 1995.- Ref.auteur: 1993/R021.
- Cycle de Yorg
  - Yorg de l'île, Fleuve noir, coll. « Anticipation » (no 1956), 1995. - Réédition (2004): Yorg de l'île, Eons, coll. « Futurs (Ebook) » (no 1), 2004. - Réédition (2004): Yorg de l'île, Eons, coll. « Futurs » (no 1), 2004.- Ref.auteur: 1984/R011.
  - Rork des Plaines, Fleuve noir, coll. « Anticipation » (no 1958), 1995. - Réédition (2004): Rork des Plaines, Eons, coll. « Futurs (Ebook) » (no 5), 2004. - Réédition (2004): Rork des Plaines, Eons, coll. « Futurs » (no 5), 2004.- Ref.auteur: 1985/R012.
  - Hou des Machines, Fleuve noir, coll. « Anticipation » (no 1960), 1995. - Réédition (2004): Hou des Machines, Eons, coll. « Futurs (Ebook) » (no 12), 2004. - Réédition (2004): Hou des Machines, Eons, coll. « Futurs » (no 12), 2005.- Ref.auteur: 1985/R013.
  - Jana des Couloirs, Fleuve noir, coll. « Anticipation » (no 1979), 1996. - Réédition (2004): Jana des Couloirs, Eons, coll. « Futurs (Ebook) » (no 15), 2004.- Ref.auteur: 1994/R023.
  - Jorvan de la Mer, Fleuve noir, coll. « Anticipation » (no 1981), 1996. - Réédition (2004): Jorvan de la Mer, Eons, coll. « Futurs (Ebook) » (no 21), 2004.- Ref.auteur: 1994/R024.
  - Djamol de Kîv, Fleuve noir, coll. « Anticipation » (no 1982), 1996. - Réédition (2004): Djamol de Kîv, Eons, coll. « Futurs (Ebook) » (no 27), 2004.- Ref.auteur: 1994/R025.
  - Koùm des Sauteurs, Eons, coll. « Futurs (Ebook) » (no 29), 2005.- Ref.auteur: 1995/R035.
  - José de l'Ogistique, Eons, coll. « Futurs (Ebook) » (no 37), 2005.- Ref.auteur: 1995/R036.
  - Pavlina des Nobyles, Eons, coll. « Futurs (Ebook) » (no 42), 2005.- Ref.auteur: 1996/R045.
  - Dottac de la Garde, Eons, coll. « Futurs (Ebook) » (no 48), 2005.- Ref.auteur: 1996/R046.
  - Norrika des Nukks, Eons, coll. « Futurs (Ebook) » (no 66), 2006.- Ref.auteur: 1996/R047.
- La Saga de Grinn, Xuensè (fanzine), coll. « Xuensè Spécial » (no 3), 1985.- Ref.auteur: 1971/R002.
- Quête Impériale, Fleuve noir, coll. « Anticipation/Space » (no 1948), 1994.- Ref.auteur: 1972/R003.
- Déraag, Fleuve noir, coll. « Anticipation » (no 1919), 1993.- Ref.auteur: 1981/R006.
- Garmalia, Fleuve noir, coll. « Anticipation/Space » (no 1939), 1994.- Ref.auteur: 1985/R014.
- Le Seigneur qui dort, Xuensè (fanzine), coll. « Xuensè » (no 33), 1991.- Ref.auteur: 1993/R020.
- Nexus de Feu, Fleuve noir, coll. « SF/Métal » (no 41), 1998.- Ref.auteur: 1994/R026.
- Le Mendiant de Karnathok, Fleuve noir, coll. « SF/Space » (no 59), 1999.- Ref.auteur: 1994/R028.
- Ruptures, Eons, coll. « Ailleurs (Ebook) » (no 34), 2005. - Réédition (2005): Ruptures, Eons, coll. « Ailleurs » (no 34), 2005. Titre original : "Les dimensions étranges" - Ref.auteur: 1994/R029.
- Équilibre, Fleuve noir, coll. « SF/Space » (no 11), 1997.- Ref.auteur: 1995/R037.
- Ultima, Black Coat Press, Rivière Blanche, coll. « Blanche » (no 2010), 2005.- Ref.auteur: 1995/R039.
- La porte de lumière, Ed. Nestiveqnen Jeunesse, coll. « Nestiveqnen Jeunesse », 2003. Titre original : "Le temps des trésors"- Ref.auteur: 1997/R061.
- Le Voleur de Shorn, Black Coat Press, Rivière Blanche, coll. « Blanche » (no 2057), 2009.- Ref.auteur: 1997/R062.
- Piège vital, Griffe d'Encre, 2009. Titre original : "Les forêts de Muldson" - Ref.auteur: 2005/R125.
- La marque, Le Grimoire, coll. « Mille saisons », 2010.Traduit du Belge par Aurélia Rojon.- Ref.auteur: 2008/.

### Nouvelles
- Craqueur, 1996

### Recueils
- Le Rêve de l'exilé, Encino, Black Coat Press, Rivière Blanche, coll. « Fusée / Dimension Alain le Bussy, 1 » (no 30), 2014, 360 p. (ISBN 978-1-61227-278-8) (Textes choisis par Marc Bailly.)

## Récompenses
- Prix Rosny aîné en 1993 pour Deltas.
- Prix Septième Continent en 1992 pour la nouvelle « Les Lois du hasard » et en 1996 pour la nouvelle « Craqueur ».